# Belarussischer Fußballpokal 2011/12
Der Belarussische Fußballpokal 2011/12 war die 21. Austragung des belarussischen Pokalwettbewerbs der Männer. Das Finale fand am 20. Mai 2012 im Dinamo-Stadion von Minsk statt. Titelverteidiger FK Homel schied im Halbfinale gegen den späteren Pokalsieger Naftan Nawapolazk aus. Naftan setzte sich im Finale gegen den FK Minsk im Elfmeterschießen durch.

## Modus
Im Gegensatz zur Liga wurde der Pokal im Herbst-Frühjahr-Rhythmus ausgetragen. In allen Begegnungen wurden die Sieger in einem Spiel ausgetragen. Bei unentschiedenem Ausgang wurde zur Ermittlung des Siegers eine Verlängerung gespielt. Stand danach kein Sieger fest, folgte ein Elfmeterschießen. Der Pokalsieger qualifizierte sich für die UEFA Europa League.

## Teilnehmende Teams
| Wyschejschaja Liha (12) | Perschaja Liha (16) | Druhaja Liha (15) | Amatarskaja Liha (5)                                                                                |
| --- | --- | --- | --------------------------------------------------------------------------------------------------- |
| - BATE Baryssau - Belschyna Babrujsk - FK Dinamo Brest - FK Homel - FK Njoman Hrodna - Dnjapro Mahiljou - FK Minsk - FK Dinamo Minsk - Naftan Nawapolazk - FK Schachzjor Salihorsk - FK Tarpeda-BelAS Schodsina - FK Wizebsk | - FK Baranawitschy - Chimik Swetlahorsk - FK Haradseja - Belcard Hrodna - DSK Homel - FK Kletschesk Klezk - FK Hranit Mikaschewitschy - Partizan Minsk - SKVICh Minsk - FK Polazk - FK Rudsjensk - FK Slawija-Masyr - FK Sluzk - FK Smarhon - Wedrytsch-97 Retschyza - FK Wolna Pinsk | - FK Assipowitschy - Beltranshas Slonim - FK Bjarosa-2010 - Homeltschyhuntras Homel - FK Kamunalnik Slonim - FK Lida - Liwadyja Dsjarschynsk - FK Njoman Masty - FK Orscha - Sabudowa-2007 Maladsetschna - Partizan-2 Minsk - FK Schlobin - Swjasda BHU Minsk - Wihwam Smaljawitschy - Wertikal Kalinkawitschy | - FK Kobryn - FK Nika Minsk - Enerhetik Nawalukoml - Sabudowa-2007 Tschysz - Zementnik Krasnaselski |

## 1. Runde
Teilnehmer: 12 Mannschaften der zweiten Liga, 15 Teams aus der dritten Liga und 5 Amateurvereine, die sich über den regionalen Pokal qualifiziert hatten. Die unterklassigen Teams hatten Heimrecht.
| Datum      |                               | Ergebnis |                                   |
| ---------- | ----------------------------- | -------- | --------------------------------- |
| 14.06.2011 | Wertikal Kalinkawitschy (III) | 0:2      | Partizan-2 Minsk (III)            |
| 15.06.2011 | Swjasda BHU Minsk (III)       | 1:2      | FK Rudsjensk (II)                 |
| 15.06.2011 | Wihwam Smaljawitschy (III)    | 0:1      | FK Baranawitschy (II)             |
| 15.06.2011 | Zementnik Krasnaselski (A)    | 0:4      | FK Kletschesk Klezk (II)          |
| 15.06.2011 | FK Assipowitschy (III)        | 1:5      | FK Lida (III)                     |
| 15.06.2011 | Enerhetik Nawalukoml (A)      | 0:6      | FK Smarhon (II)                   |
| 15.06.2011 | FK Schlobin (III)             | 1:3      | Chimik Swetlahorsk (II)           |
| 15.06.2011 | FK Kamunalnik Slonim (III)    | 0:3      | FK Haradseja (II)                 |
| 15.06.2011 | FK Orscha (III)               | 0:7      | FK Hranit Mikaschewitschy (II)    |
| 15.06.2011 | FK Nika Minsk (A)             | 2:9      | FK Polazk (II)                    |
| 15.06.2011 | FK Bjarosa-2010 (III)         | 0:1      | Belcard Hrodna (II)               |
| 15.06.2011 | Sabudowa-2007 Tschysz (III)   | 0:2      | DSK Homel (II)                    |
| 15.06.2011 | Homeltschyhuntras Homel (III) | 6:0      | Liwadyja Dsjarschynsk (III)       |
| 15.06.2011 | FK Njoman Masty (III)         | 0:4      | FK Sluzk (II)                     |
| 15.06.2011 | FK Kobryn (A)                 | 2:9      | FK Wolna Pinsk (II)               |
| 16.06.2011 | Beltranshas Slonim (III)      | 3:1      | Sabudowa-2007 Maladsetschna (III) |

## 2. Runde
Teilnehmer waren die 16 Sieger der ersten Runde, die 12 Mannschaften der Wyschejschaja Liha 2011 und vier weitere Zweitligisten: Partizan Minsk, SKVICh Minsk, FK Slawija-Masyr und Wedrytsch-97 Retschyza. Die unterklassigen Teams hatten Heimrecht.
| Datum      |                                | Ergebnis              |                                |
| ---------- | ------------------------------ | --------------------- | ------------------------------ |
| 29.06.2011 | DSK Homel (II)                 | 0:0 n. V. (3:4 i. E.) | SKVICh Minsk (II)              |
| 29.06.2011 | FK Polazk (II)                 | 0:5                   | FK Homel (I)                   |
| 29.06.2011 | FK Baranawitschy (II)          | 2:3                   | Partizan Minsk (II)            |
| 29.06.2011 | FK Rudsjensk (II)              | 2:1                   | FK Tarpeda-BelAS Schodsina (I) |
| 29.06.2011 | FK Kletschesk Klezk (II)       | 1:1 n. V. (8:7 i. E.) | Dnjapro Mahiljou (I)           |
| 29.06.2011 | FK Lida (III)                  | 3:2                   | FK Slawija-Masyr (II)          |
| 29.06.2011 | FK Sluzk (II)                  | 1:2 n. V.             | FK Dinamo Minsk (I)            |
| 29.06.2011 | FK Smarhon (II)                | 0:2                   | FK Njoman Hrodna (I)           |
| 29.06.2011 | Belcard Hrodna (II)            | 2:0 n. V.             | FK Wizebsk (I)                 |
| 29.06.2011 | FK Hranit Mikaschewitschy (II) | 0:3                   | FK Dinamo Brest (I)            |
| 29.06.2011 | Beltranshas Slonim (III)       | 2:4                   | Naftan Nawapolazk (I)          |
| 29.06.2011 | FK Wolna Pinsk (II)            | 1:3                   | Wedrytsch-97 Retschyza (II)    |
| 29.06.2011 | Homeltschyhuntras Homel (III)  | 1:5                   | Belschyna Babrujsk (I)         |
| 22.07.2011 | FK Haradseja (II)              | 0:7                   | BATE Baryssau (I)              |
| 17.08.2011 | Partizan-2 Minsk (III)         | 2:4                   | FK Minsk (I)                   |
| 06.09.2011 | Chimik Swetlahorsk (II)        | 0:6                   | FK Schachzjor Salihorsk (I)    |

## Achtelfinale
Teilnehmer waren die 16 Sieger der zweiten Runde.
| Datum      |                             | Ergebnis              |                          |
| ---------- | --------------------------- | --------------------- | ------------------------ |
| 21.09.2011 | Belcard Hrodna (II)         | 1:2                   | SKVICh Minsk (II)        |
| 21.09.2011 | Naftan Nawapolazk (I)       | 2:1                   | Partizan Minsk (II)      |
| 21.09.2011 | Wedrytsch-97 Retschyza (II) | 1:2                   | FK Lida (III)            |
| 21.09.2011 | FK Rudsjensk (II)           | 1:3                   | FK Kletschesk Klezk (II) |
| 21.09.2011 | FK Njoman Hrodna (I)        | 2:1                   | FK Dinamo Minsk (I)      |
| 21.09.2011 | FK Schachzjor Salihorsk (I) | 0:0 n. V. (4:5 i. E.) | FK Homel (I)             |
| 13.11.2011 | FK Dinamo Brest (I)         | 3:1                   | BATE Baryssau (I)        |
| 13.11.2011 | FK Minsk (I)                | 3:0                   | Belschyna Babrujsk (I)   |

## Viertelfinale
| Datum      |                      | Ergebnis |                          |
| ---------- | -------------------- | -------- | ------------------------ |
| 17.03.2012 | FK Lida (III)        | 1:2      | Naftan Nawapolazk (I)    |
| 17.03.2012 | FK Brest (I) 1       | 1:2      | FK Homel (I)             |
| 17.03.2012 | FK Njoman Hrodna (I) | 6:0      | FK Kletschesk Klezk (II) |
| 18.03.2012 | SKVICh Minsk (II)    | 2:3      | FK Minsk (I)             |

## Halbfinale
| Datum      |                       | Ergebnis              |              |
| ---------- | --------------------- | --------------------- | ------------ |
| 25.04.2012 | FK Njoman Hrodna (I)  | 0:2                   | FK Minsk (I) |
| 25.04.2012 | Naftan Nawapolazk (I) | 0:0 n. V. (3:1 i. E.) | FK Homel (I) |

## Finale
| Paarung           | FK Minsk – Naftan Nawapolazk |
| Ergebnis          | 2:2 n. V. (2:2, 0:1), 3:4 i. E. |
| Datum             | 20. Mai 2012 |
| Stadion           | Dinamo-Stadion, Minsk |
| Zuschauer         | 9.800 |
| Schiedsrichter    | Sjarhej Zynkewitsch |
| Tore              | 0:1 Aleh Schkabara (27.) 1:1 Raman Wasiljuk (52.) 1:2 Fedor Černych (58.) 2:2 Leanid Kowel (76.) Elfmeterschießen: 1:0 Leanid Kowel 1:1 Aleh Schkabara Raman Wasiljuk (gehalten) 1:2 Serhij Kowalenko Aljaksandr Makas (gehalten) Waleryj Schukouski (gehalten) 2:2 Aljaksandr Satschyuka 2:3 Michail Harbatschou 3:3 Arzjom Rachmanau 3:4 Aljaksej Haurylowitsch |
| FK Minsk          | Artur Ljasko – Sjarhej Hihewitsch (73. Dsmitry Koub), Oleh Karamuschka, Arzjom Rachmanau, Raman Behunou (61. Marius Činikas) – Juryj Astrawuch, Aljaksandr Satschyuka, Ivan Majeuski, Andrej Rasin (64. Aljaksandr Makas) – Leanid Kowel, Raman Wasiljuk. Cheftrainer: Wadim Skriptschenko                                                                        |
| Naftan Nawapolazk | Mikalaj Ramanjuk – Michail Harbatschou, Aleh Schkabara, Aljaksej Haurylowitsch, Dsjanis Obrasau – Aljaksandr Kobez, Mikita Bukatkin , Fedor Černych, Ihar Truchau (81. Waleryj Schukouski) – Roman Sorokin (67. Artjom Zjaplou), Jahor Subowitsch (77. Serhij Kowalenko). Cheftrainer: Ihar Kawalewitsch                                                          |
| Gelbe Karten      | Artur Ljasko, Raman Behunou, Juryj Astrawuch – Mikita Bukatkin |
| Platzverweise     | keine – (Trainer) Ihar Kawalewitsch |